# Russischer Fußballpokal 2003/04
Der Russische Fußballpokal 2003/04 war die zwölfte Austragung des russischen Pokalwettbewerbs der Männer. Pokalsieger wurde Zweitliga-Aufsteiger Terek Grosny. Das Team setzte sich im Finale am 29. Mai 2004 im Lokomotive-Stadion von Moskau gegen Krylja Sowetow Samara durch. Titelverteidiger ZSKA Moskau war im Viertelfinale gegen Krylja Sowetow Samara ausgeschieden.

## Modus
In der Vorrunde und den folgenden drei Runden nahmen ausschließlich Mannschaften der 2. Division 2003 teil. Dabei traten insgesamt 94 Vereine an, die nach regionalen Gesichtspunkten gelost wurden. In der vierten Runde stiegen dann die 22 Zweitligisten, in der fünften Runde die 16 Erstligisten ein.
Die Spiele der ersten Runde wurden Ende März ausgetragen, das Finale im darauffolgenden Jahr Ende Mai, sodass sich der Pokalwettbewerb über 14 Monate erstreckte. Bis zur vierten Runde und im Finale wurden die Begegnungen in einem Spiel ausgetragen. Bei unentschiedenem Ausgang wurde zur Ermittlung des Siegers eine Verlängerung gespielt. Stand danach kein Sieger fest, folgte ein Elfmeterschießen.
Von der fünften Runde bis zum Halbfinale wurden die Sieger in Hin- und Rückspiel ermittelt. Bei Torgleichstand in beiden Spielen zählte zunächst die größere Zahl der auswärts erzielten Tore; gab es auch hierbei einen Gleichstand, wurde das Rückspiel verlängert und ggf. ein Elfmeterschießen zur Entscheidung ausgetragen. Der Pokalsieger qualifizierte sich für den UEFA-Pokal.

## Teilnehmende Teams
| Premjer-Liga (16) | Premjer-Liga (16) | 1. Division (22) | 1. Division (22) |
| --- | --- | --- | --- |
| - Dynamo Moskau - Lokomotive Moskau - Spartak Moskau - Torpedo Moskau - Torpedo-Metallurg Moskau - ZSKA Moskau - Alanija Wladikawkas - Krylja Sowetow Samara | - FK Rostow - Rotor Wolgograd - Rubin Kasan - Saturn Ramenskoje - Schinnik Jaroslawl - Tschernomorez Noworossijsk - Uralan Elista - Zenit St. Petersburg | - Amkar Perm - Anschi Machatschkala - Baltika Kaliningrad - FK Chimki - FK Dynamo-SPb St. Petersburg - Fakel Woronesch - Gasowik-Gasprom Ischewsk - Kristall Smolensk - FK Lada Toljatti - Lokomotive Tschita - Metallurg-Kusbass Nowokusnezk | - Metallurg Lipezk - Kuban Krasnodar - Lisma-Mordowija Saransk - FK Neftechimik Nischnekamsk - SKA-Energija Chabarowsk - PFK Sokol Saratow - Spartak Naltschik - Terek Grosny - Tom Tomsk - Ural Jekaterinburg - Wolgar-Gasprom Astrachan |
| 2. Division (94) | | | |
| - Alnas Almetjewsk - Amur Blagoweschtschensk - Anguscht Nasran - Arsenal Tula - Awangard Kursk - Awtodor Wladikawkas - Biochimik-Mordowija Saransk - BSK Spirowo - FK Don Nowomoskowsk - Druschba Maikop - Dynamo Barnaul - Dynamo Brjansk - Dynamo Ischewsk - Dynamo Machatschkala - Dynamo-Maschinostroitel Kirow - Dynamo Stawropol - Dynamo Tula - Dynamo Wologda - Elektronika Nischni Nowgorod - Energetik Uren - Gasowik Orenburg - Irtysch Omsk - Iskra Engels - FK Jelez | - KAMAS Nabereschnyje Tschelny - Kawkaskabel Prochladny - Kosmos Elektrostal - FK Krasnodar-2000 - Kusbass-Dynamo Kemerewo - Lada-SOK Dimitrowgrad - Lokomotive Kaluga - Lokomotive Nischni Nowgorod - Lukoil Tscheljabinsk - FK Lutsch Wladiwostok - Maschuk-KMW Pjatigorsk - Metallurg Krasnojarsk - Metallurg-Metisnik Magnitogorsk - Metallurg Wyksa - FK Mosenergo Moskau - Nart Tscherkessk - Nosta Nowotroizk - Okean Nachodka - Olimpija Wolgograd - FK Orjol - Petrotrest St. Petersburg - FK Pikaljowo - FK Pskow-2000 - FK Reutow | - FK Rjasan-Agrokomplekt - FK Saljut-Energija Belgorod - Schachtjor Prokopjewsk - Schachtjor Schachty - Schemtschuschina Budjonnowsk - Schemtschuschina Sotschi - Sewerstal Tscherepowez - Selenga Ulan-Ude - Sibirjak Bratsk - FK SKA Rostow - Slawjansk Slawjansk-na-Kubani - Smena Komsomolsk am Amur - Snamja Truda Orechowo-Sujewo - Sodowik Sterlitamak - Spartak Anapa - Spartak Joschkar-Ola - Spartak-Kawkastransgas Isobilny - Spartak Kostroma - Spartak Luchowizy - Spartak Schtschjolkowo - Spartak Tambow - Spartak-Telekom Schuja - Sportakademklub Moskau | - Stroitel Ufa - Sudostroitel Astrachan - Swesda Irkutsk - Swetogorez Swetogorsk - Tekstilschtschik Iwanowo - Tekstilschtschik Kamyschin - FK Titan Moskau - FK Tobol Kurgan - Torpedo Pawlowo - Torpedo Wladimir - Torpedo Wolschski - Tschkalowez-1936 Nowosibirsk - Tschkalowez-Olimpik Nowosibirsk - Uralan-Plus Moskau - Uralez Nischni Tagil - FK Witjas Krymsk - FK Witjas Podolsk - FK Widnoje - Wolga Uljanowsk - Wolotschanin-Ratmir Wyschni Wolotschok - Zenit Pensa - Zenit-2 St. Petersburg - Zenit Tscheljabinsk |

Römische Ziffern in Klammern geben die Ligastufe an, an der die Vereine während der Saison 2003 teilnehmen.

## Vorrunde
Teilnehmer: 32 Vereine der 2. Division.
| Datum      |                                     | Ergebnis              |                                    |
| ---------- | ----------------------------------- | --------------------- | ---------------------------------- |
| 22.03.2003 | Schemtschuschina Sotschi (III)      | 2:2 n. V. (3:1 i. E.) | Spartak Anapa (III)                |
| 22.03.2003 | Schemtschuschina Budjonnowsk (III)  | 0:1 n. V.             | Anguscht Nasran (III)              |
| 22.03.2003 | Kawkaskabel Prochladny (III)        | 0:1                   | Awtodor Wladikawkas (III)          |
| 22.03.2003 | Slawjansk Slawjansk-na-Kubani (III) | 2:1                   | FK Witjas Krymsk (III)             |
| 19.04.2003 | Zenit Pensa (III)                   | 2:1                   | Biochimik-Mordowija Saransk (III)  |
| 19.04.2003 | FK Titan Moskau (III)               | 1:2 n. V.             | FK Witjas Podolsk (III)            |
| 19.04.2003 | Tekstilschtschik Iwanowo (III)      | 0:1                   | Spartak-Telekom Schuja (III)       |
| 19.04.2003 | Kosmos Elektrostal (III)            | 2:4 n. V.             | Snamja Truda Orechowo-Sujewo (III) |
| 19.04.2003 | Iskra Engels (III)                  | 1:3 n. V.             | Spartak Tambow (III)               |
| 19.04.2003 | FK Reutow (III)                     | 2:1                   | Torpedo Wladimir (III)             |
| 19.04.2003 | FK Pikaljowo (III)                  | 1:2                   | Sewerstal Tscherepowez (III)       |
| 19.04.2003 | Dynamo Wologda (III)                | 2:0                   | Spartak Kostroma (III)             |
| 20.04.2003 | Wolga Uljanowsk (III)               | 2:0                   | Torpedo Wolschski (III)            |
| 20.04.2003 | Stroitel Ufa (III)                  | 1:2                   | Alnas Almetjewsk (III)             |
| 20.04.2003 | Spartak Joschkar-Ola (III)          | 2:1                   | Lada-SOK Dimitrowgrad (III)        |
| 20.04.2003 | KAMAS Nabereschnyje Tschelny (III)  | 3:0                   | Dynamo Ischewsk (III)              |

## 1. Runde
Teilnehmer: Die 16 Sieger der Vorrunde und 60 weitere Vereine der 2. Division.
| Datum      |                                              | Ergebnis              |                                       |
| ---------- | -------------------------------------------- | --------------------- | ------------------------------------- |
| 14.04.2003 | FK Krasnodar-2000 (III)                      | 5:0                   | Druschba Maikop (III)                 |
| 15.04.2003 | Sudostroitel Astrachan (III)                 | 0:3                   | Dynamo Machatschkala (III)            |
| 15.04.2003 | Slawjansk Slawjansk-na-Kubani (III)          | 5:1                   | Schemtschuschina Sotschi (III)        |
| 15.04.2003 | Schachtjor Schachty (III)                    | 2:1                   | FK SKA Rostow (III)                   |
| 15.04.2003 | Olimpija Wolgograd (III)                     | 1:2                   | Tekstilschtschik Kamyschin (III)      |
| 15.04.2003 | Maschuk-KMW Pjatigorsk (III)                 | 3:1                   | Nart Tscherkessk (III)                |
| 15.04.2003 | Dynamo Stawropol (III)                       | 1:0                   | Spartak-Kawkastransgas Isobilny (III) |
| 15.04.2003 | Awtodor Wladikawkas (III)                    | 4:0                   | Anguscht Nasran (III)                 |
| 30.04.2003 | Swesda Irkutsk (III)                         | 4:0                   | Selenga Ulan-Ude (III)                |
| 30.04.2003 | Snamja Truda Orechowo-Sujewo (III)           | 0:2                   | FK Witjas Podolsk (III)               |
| 30.04.2003 | Wolotschanin-Ratmir Wyschni Wolotschok (III) | 1:0                   | BSK Spirowo (III)                     |
| 30.04.2003 | Uralan-Plus Moskau (III)                     | 0:1                   | FK Mosenergo Moskau (III)             |
| 30.04.2003 | Torpedo Pawlowo (III)                        | 3:2                   | Metallurg Wyksa (III)                 |
| 30.04.2003 | Swetogorez Swetogorsk (III)                  | 2:0                   | Zenit-2 St. Petersburg (III)          |
| 30.04.2003 | Sportakademklub Moskau (III)                 | 1:0                   | FK Widnoje (III)                      |
| 30.04.2003 | Spartak-Telekom Schuja (III)                 | 2:0                   | FK Reutow (III)                       |
| 30.04.2003 | Spartak Tambow (III)                         | 0:0 n. V. (5:3 i. E.) | Zenit Pensa (III)                     |
| 30.04.2003 | Spartak Schtschjolkowo (III)                 | 1:3                   | Arsenal Tula (III)                    |
| 30.04.2003 | Spartak Luchowizy (III)                      | 1:0                   | FK Rjasan-Agrokomplekt (III)          |
| 30.04.2003 | Smena Komsomolsk am Amur (III)               | 2:2 n. V. (4:2 i. E.) | Amur Blagoweschtschensk (III)         |
| 30.04.2003 | Sibirjak Bratsk (III)                        | 1:1 n. V. (3:4 i. E.) | Metallurg Krasnojarsk (III)           |
| 30.04.2003 | Sewerstal Tscherepowez (III)                 | 0:0 n. V. (4:2 i. E.) | Dynamo Wologda (III)                  |
| 30.04.2003 | FK Pskow-2000 (III)                          | 2:0                   | Petrotrest St. Petersburg (III)       |
| 30.04.2003 | Okean Nachodka (III)                         | 2:3                   | FK Lutsch Wladiwostok (III)           |
| 30.04.2003 | Lokomotive Kaluga (III)                      | 3:0                   | Dynamo Tula (III)                     |
| 30.04.2003 | FK Jelez (III)                               | 1:0                   | FK Don Nowomoskowsk (III)             |
| 30.04.2003 | FK Orjol (III)                               | 2:1                   | Dynamo Brjansk (III)                  |
| 30.04.2003 | Tschkalowez-Olimpik Nowosibirsk (III)        | 1:0                   | Dynamo Barnaul (III)                  |
| 30.04.2003 | Awangard Kursk (III)                         | 0:0 n. V. (1:4 i. E.) | FK Saljut-Energija Belgorod (III)     |
| 01.05.2003 | Tschkalowez-1936 Nowosibirsk (III)           | 3:2                   | Irtysch Omsk (III)                    |
| 09.05.2003 | FK Tobol Kurgan (III)                        | 2:1                   | Zenit Tscheljabinsk (III)             |
| 09.05.2003 | Spartak Joschkar-Ola (III)                   | 0:0 n. V. (5:3 i. E.) | Wolga Uljanowsk (III)                 |
| 09.05.2003 | Nosta Nowotroizk (III)                       | 1:6                   | Gasowik Orenburg (III)                |
| 09.05.2003 | Metallurg-Metisnik Magnitogorsk (III)        | 0:0 n. V. (2:0 i. E.) | Sodowik Sterlitamak (III)             |
| 09.05.2003 | Lukoil Tscheljabinsk (III)                   | 2:1                   | Uralez Nischni Tagil (III)            |
| 09.05.2003 | Energetik Uren (III)                         | 1:0                   | Elektronika Nischni Nowgorod (III)    |
| 09.05.2003 | Dynamo-Maschinostroitel Kirow (III)          | 1:1 n. V. (0:3 i. E.) | Lokomotive Nischni Nowgorod (III)     |
| 09.05.2003 | Alnas Almetjewsk (III)                       | 0:2                   | KAMAS Nabereschnyje Tschelny (III)    |

## 2. Runde
Teilnehmer: Die 38 Sieger der ersten Runde und mit Kusbass-Dynamo Kemerewo und Schachtjor Prokopjewsk zwei weitere Vereine der 2. Division.
| Datum      |                                    | Ergebnis              |                                              |
| ---------- | ---------------------------------- | --------------------- | -------------------------------------------- |
| 10.05.2003 | Tekstilschtschik Kamyschin (III)   | 0:3                   | Dynamo Machatschkala (III)                   |
| 10.05.2003 | Schachtjor Schachty (III)          | 1:1 n. V. (5:4 i. E.) | Slawjansk Slawjansk-na-Kubani (III)          |
| 10.05.2003 | Dynamo Stawropol (III)             | 5:2                   | FK Krasnodar-2000 (III)                      |
| 10.05.2003 | Awtodor Wladikawkas (III)          | 3:0                   | Maschuk-KMW Pjatigorsk (III)                 |
| 20.05.2003 | FK Witjas Podolsk (III)            | 0:1                   | Spartak Luchowizy (III)                      |
| 20.05.2003 | Spartak-Telekom Schuja (III)       | 0:1                   | Sportakademklub Moskau (III)                 |
| 20.05.2003 | Spartak Tambow (III)               | 0:1                   | Torpedo Pawlowo (III)                        |
| 20.05.2003 | Sewerstal Tscherepowez (III)       | 2:1                   | Wolotschanin-Ratmir Wyschni Wolotschok (III) |
| 20.05.2003 | FK Saljut-Energija Belgorod (III)  | 0:0 n. V. (3:1 i. E.) | FK Orjol (III)                               |
| 20.05.2003 | FK Pskow-2000 (III)                | 3:1 n. V.             | Swetogorez Swetogorsk (III)                  |
| 20.05.2003 | FK Mosenergo Moskau (III)          | 1:2                   | Arsenal Tula (III)                           |
| 20.05.2003 | FK Jelez (III)                     | 3:2                   | Lokomotive Kaluga (III)                      |
| 23.05.2003 | Schachtjor Prokopjewsk (III)       | kampflos              | Kusbass-Dynamo Kemerewo (III)                |
| 23.05.2003 | Metallurg Krasnojarsk (III)        | 0:1 n. V.             | Swesda Irkutsk (III)                         |
| 23.05.2003 | Lutsch-Energija Wladiwostok (III)  | 1:1 n. V. (6:5 i. E.) | Smena Komsomolsk am Amur (III)               |
| 23.05.2003 | Tschkalowez-1936 Nowosibirsk (III) | 0:0 n. V. (6:7 i. E.) | Tschkalowez-Olimpik Nowosibirsk (III)        |
| 07.06.2003 | Lukoil Tscheljabinsk (III)         | 2:1                   | FK Tobol Kurgan (III)                        |
| 07.06.2003 | Lokomotive Nischni Nowgorod (III)  | 3:0                   | Energetik Uren (III)                         |
| 07.06.2003 | KAMAS Nabereschnyje Tschelny (III) | 5:0                   | Spartak Joschkar-Ola (III)                   |
| 07.06.2003 | Gasowik Orenburg (III)             | 0:0 n. V. (3:5 i. E.) | Metallurg-Metisnik Magnitogorsk (III)        |

## 3. Runde
Teilnehmer: Die 20 Sieger der zweiten Runde.
| Datum      |                                       | Ergebnis              |                                    |
| ---------- | ------------------------------------- | --------------------- | ---------------------------------- |
| 04.06.2003 | Dynamo Stawropol (III)                | 3:1                   | Schachtjor Schachty (III)          |
| 04.06.2003 | Dynamo Machatschkala (III)            | 2:0                   | Awtodor Wladikawkas (III)          |
| 15.06.2003 | Swesda Irkutsk (III)                  | 2:0                   | Lutsch-Energija Wladiwostok (III)  |
| 15.04.2003 | Tschkalowez-Olimpik Nowosibirsk (III) | 1:0                   | Schachtjor Prokopjewsk (III)       |
| 18.06.2003 | Torpedo Pawlowo (III)                 | 0:1                   | Spartak Luchowizy (III)            |
| 18.06.2003 | Sewerstal Tscherepowez (III)          | 2:1                   | FK Pskow-2000 (III)                |
| 18.06.2003 | FK Saljut-Energija Belgorod (III)     | 3:3 n. V. (4:5 i. E.) | FK Jelez (III)                     |
| 18.06.2003 | Arsenal Tula (III)                    | 1:0                   | Sportakademklub Moskau (III)       |
| 27.06.2003 | Metallurg-Metisnik Magnitogorsk (III) | 0:1                   | Lukoil Tscheljabinsk (III)         |
| 27.06.2003 | Lokomotive Nischni Nowgorod (III)     | 0:1                   | KAMAS Nabereschnyje Tschelny (III) |

## 4. Runde
Teilnehmer: Die 10 Sieger der dritten Runde und die 22 Vereine der 1. Division
| Datum      |                                       | Ergebnis              |                                    |
| ---------- | ------------------------------------- | --------------------- | ---------------------------------- |
| 24.08.2003 | Swesda Irkutsk (III)                  | 3:0                   | SKA-Energija Chabarowsk (II)       |
| 24.08.2003 | Ural Jekaterinburg (II)               | 0:1                   | Tom Tomsk (II)                     |
| 24.08.2003 | Spartak Naltschik (II)                | 1:3                   | Terek Grosny (II)                  |
| 24.08.2003 | Sewerstal Tscherepowez (III)          | 0:1                   | FK Chimki (II)                     |
| 24.08.2003 | FK Neftechimik Nischnekamsk (II)      | 0:1                   | Gasowik-Gasprom Ischewsk (II)      |
| 24.08.2003 | Metallurg Lipezk (II)                 | 2:0                   | Fakel Woronesch (II)               |
| 24.08.2003 | Lukoil Tscheljabinsk (III)            | 1:1 n. V. (3:4 i. E.) | KAMAS Nabereschnyje Tschelny (III) |
| 24.08.2003 | Lokomotive Tschita (II)               | 2:0                   | Metallurg-Kusbass Nowokusnezk (II) |
| 24.08.2003 | Lisma-Mordowija Saransk (II)          | 1:3                   | FK Lada Toljatti (II)              |
| 24.08.2003 | FK Jelez (III)                        | 1:0                   | Spartak Luchowizy (III)            |
| 24.08.2003 | FK Dynamo-SPb St. Petersburg (II)     | 0:0 n. V. (5:4 i. E.) | Baltika Kaliningrad (III)          |
| 24.08.2003 | Dynamo Stawropol (III)                | 0:1                   | Kuban Krasnodar (II)               |
| 24.08.2003 | Dynamo Machatschkala (III)            | 0:1                   | Wolgar-Gasprom Astrachan (II)      |
| 24.08.2003 | Tschkalowez-Olimpik Nowosibirsk (III) | 0:2                   | Amkar Perm (II)                    |
| 24.08.2003 | Arsenal Tula (III)                    | 1:0                   | Kristall Smolensk (III)            |
| 24.08.2003 | Anschi Machatschkala (II)             | 2:0                   | PFK Sokol Saratow (II)             |

## 5. Runde
Teilnehmer: Die 16 Sieger der vierten Runde, sowie die 16 Erstligisten.
| Datum             |                                    | Gesamt    |                                 | Hinspiel | Rückspiel |
| ----------------- | ---------------------------------- | --------- | ------------------------------- | -------- | --------- |
| 14.10./05.11.2003 | Arsenal Tula (III)                 | 4:5       | Schinnik Jaroslawl (I)          | 0:2      | 4:3       |
| 14.10./05.11.2003 | Swesda Irkutsk (III)               | 0:6       | Saturn-REN TV Ramenskoje (I)    | 0:0      | 0:6       |
| 14.10./05.11.2003 | Terek Grosny (II)                  | 3:1       | Tschernomorez Noworossijsk (I)  | 2:0      | 1:1       |
| 14.10./05.11.2003 | Metallurg Lipezk (II)              | 2:5       | Spartak-Alanija Wladikawkas (I) | 1:2      | 1:3       |
| 14.10./05.11.2003 | Lokomotive Tschita (II)            | 0:1       | FK Rostow (I)                   | 0:0      | 0:1       |
| 14.10./05.11.2003 | FK Lada Toljatti (II)              | 0:1       | Uralan Elista (I)               | 0:0      | 0:1 n. V. |
| 14.10./05.11.2003 | KAMAS Nabereschnyje Tschelny (III) | 2:8       | Zenit St. Petersburg (I)        | 0:2      | 2:6       |
| 14.10./05.11.2003 | Gasowik-Gasprom Ischewsk (II)      | 1:6       | Krylja Sowetow Samara (I)       | 0:4      | 1:2       |
| 14.10./05.11.2003 | FK Jelez (III)                     | 2:3       | ZSKA Moskau (I)                 | 1:0      | 1:3       |
| 14.10./05.11.2003 | Amkar Perm (II)                    | 3:4       | Torpedo-Metallurg Moskau (I)    | 3:2      | 0:2       |
| 14.10./05.11.2003 | FK Dynamo-SPb St. Petersburg (II)  | 1:6       | Rubin Kasan (I)                 | 0:4      | 1:2       |
| 10.10./05.11.2003 | Dynamo Moskau (I)                  | 7:2       | Wolgar-Gasprom Astrachan (II)   | 5:1      | 2:1       |
| 14.10./05.11.2003 | Anschi Machatschkala (II)          | (a)2:2(a) | Rotor Wolgograd (I)             | 3:1      | 0:2       |
| 09.11./22.11.2003 | Spartak Moskau (I)                 | 2:3       | Kuban Krasnodar (II)            | 1:2      | 1:1       |
| 09.11./29.02.2004 | Lokomotive Moskau (I)              | 5:0       | FK Chimki (II)                  | 4:0      | 1:0       |
| 11.11./16.11.2003 | Tom Tomsk (II)                     | 3:1       | Torpedo Moskau (II)             | 3:0      | 0:1       |

## Achtelfinale
Teilnehmer: Die 16 Sieger der fünften Runde.
| Datum             |                              | Gesamt    |                              | Hinspiel | Rückspiel |
| ----------------- | ---------------------------- | --------- | ---------------------------- | -------- | --------- |
| 08.11./23.03.2004 | ZSKA Moskau (I)              | 5:0       | Uralan Elista (I)            | 4:0      | 1:0       |
| 09.11./13.11.2003 | Saturn-REN TV Ramenskoje (I) | 2:6       | FK Rostow (I)                | 2:2      | 0:4       |
| 09.11./13.11.2003 | Dynamo Moskau (I)            | 2:5       | Rotor Wolgograd (I)          | 2:1      | 0:4       |
| 09.11./06.03.2004 | Krylja Sowetow Samara (I)    | (a)1:1(a) | Zenit St. Petersburg (I)     | 0:0      | 1:1       |
| 02.03./06.03.2004 | Tom Tomsk (II)               | 1:3       | Torpedo-Metallurg Moskau (I) | 0:0      | 1:3       |
| 04.03./24.03.2004 | Rubin Kasan (I)              | 1:2       | Lokomotive Moskau (I)        | 1:1      | 0:1       |
| 08.03./24.03.2004 | Alanija Wladikawkas (I)      | 1:3       | Schinnik Jaroslawl (I)       | 1:0      | 0:3 n. V. |
| 17.03./24.03.2004 | Kuban Krasnodar (II)         | 1:4       | Terek Grosny (II)            | 0:3      | 1:1       |

## Viertelfinale
| Datum          |                           | Gesamt    |                              | Hinspiel | Rückspiel |
| -------------- | ------------------------- | --------- | ---------------------------- | -------- | --------- |
| 14./21.04.2004 | Schinnik Jaroslawl (I)    | (a)4:4(a) | Lokomotive Moskau (I)        | 3:0      | 1:4       |
| 14./21.04.2004 | Rotor Wolgograd (I)       | 2:3       | Terek Grosny (II)            | 2:0      | 0:3       |
| 14./21.04.2004 | Krylja Sowetow Samara (I) | 3:1       | ZSKA Moskau (I)              | 2:1      | 1:0       |
| 14./21.04.2004 | FK Rostow (I)             | 0:3       | Torpedo-Metallurg Moskau (I) | 0:3      | 0:0       |

## Halbfinale
| Datum          |                              | Gesamt |                           | Hinspiel | Rückspiel |
| -------------- | ---------------------------- | ------ | ------------------------- | -------- | --------- |
| 05./12.05.2004 | Terek Grosny (II)            | 2:1    | Schinnik Jaroslawl (I)    | 0:0      | 2:1       |
| 05./12.05.2004 | Torpedo-Metallurg Moskau (I) | 2:4    | Krylja Sowetow Samara (I) | 1:1      | 1:3 n. V. |

## Finale
| Paarung               | Terek Grosny – Krylja Sowetow Samara |
| Ergebnis              | 1:0 (0:0) |
| Datum                 | 29. Mai 2004 |
| Stadion               | Lokomotive-Stadion, Moskau |
| Zuschauer             | 17.000 |
| Schiedsrichter        | Nikolaj Iwanow |
| Tore                  | 1:0 Andrei Fedkow (90+2'.) |
| Terek Grosny          | Wolodymyr Sawtschenko – Aleksandr Schmarko, Deni Gaisumow , Wiktor Bulatow, Maksim Bokow – Aleksandr Lipko, Dmitrij Homuha, Wladimir Skokow (79. Timur Dschabrailow), Andrei Fedkow – Denis Kljujew, Oleg Terjochin. Cheftrainer: Wait Talgajew                                      |
| Krylja Sowetow Samara | Aleksej Poljakow – Alexander Anjukow, Denis Kolodin, Patrick Ovie (59. José Souza), Andrei Karjaka – Moisés Moura Pinheiro, Ognjen Koroman (83. Leilton), Rafael Schmitz – Dsjanis Kouba, Robertas Poškus – Andrei Tichonow (41. Sergei Winogradow). Cheftrainer: Gadschi Gadschijew |
| Gelbe Karten          | Wiktor Bulatow, Deni Gaisumow – keine |